# Thoksila
Thoksila era un comitato per lo sviluppo dei villaggi (VDC) del Nepal situato nella Provincia No. 1 e nel distretto di Udayapur, è stato abolito dal marzo 2017 in seguito ad una riforma amministrativa.
Nel censimento del 1991, aveva 11 940 abitanti distribuiti in 2139 caseggiati distinti.